# 八幡前站 (和歌山縣)
八幡前站（日语：／ Hachimanmae eki */?）是位於和歌山縣和歌山市古屋222番2號，南海電氣鐵道（南海）的加太線車站。車站編號為NK44-3。

## 歷史
- 1912年（明治45年）6月16日 - 加太輕便鐵道開業，同日車站啟用。
- 1930年（昭和5年）12月22日 - 公司改名為加太電氣鐵道。
- 1942年（昭和17年）2月1日 - 公司合併，成為南海鐵道車站。
- 1944年（昭和19年）6月1日 - 公司合併，成為近畿日本鐵道車站。
- 1947年（昭和22年）6月1日 - 路線轉讓至南海電氣鐵道。

## 車站構造
車站是一座地面車站，設有2面2線的相對式月台。車站大樓位於加太方向月台靠近加太站一方。兩月台之間設有站內平交道連接。此站設有廁所。

### 月台
| 月台 | 路線   | 上下行 | 方向         |
| ---- | ------ | ------ | ------------ |
| 1    | 加太線 | 下行   | 加太方向     |
| 2    | 加太線 | 上行   | 和歌山市方向 |

## 使用狀況
在2019年（令和元年）度調査結果中，1日平均上下車人次為1,483人。在南海所有車站（100座車站）中排名72位，在加太線車站（和歌山市站除外，8座車站）排名第2位。
以下為各年度1日平均上下車人次變化。
| 年度   | 1日平均 上下車人次 | 排名 |
| ------ | ------------------ | ---- |
| 1980年 | 3,772              |      |
| 1985年 | 3,543              |      |
| 1990年 | 3,820              |      |
| 1995年 | 3,532              |      |
| 2000年 | 2,728              |      |
| 2001年 | 2,546              |      |
| 2002年 | 2,492              |      |
| 2003年 | 2,401              |      |
| 2004年 | 2,303              |      |
| 2005年 | 2,167              |      |
| 2006年 | 2,134              |      |
| 2007年 | 2,063              |      |
| 2008年 | 2,028              |      |
| 2009年 | 1,810              |      |
| 2010年 | 1,766              |      |
| 2011年 | 1,721              |      |
| 2012年 | 1,698              |      |
| 2013年 | 1,761              |      |
| 2014年 | 1,685              |      |
| 2015年 | 1,624              |      |
| 2016年 | 1,590              |      |
| 2017年 | 1,575              | 69位 |
| 2018年 | 1,525              | 71位 |
| 2019年 | 1,483              | 72位 |

## 車站周邊
車站周邊較多民居。
- 木本八幡宮（日语：木本八幡宮）
由於需要步行20分鐘才可到達，因此在和歌山市站轉乘和歌山巴士（日语：和歌山バス）比較方便，而南海電鐵也推薦這個交通方法。
- 和歌山古屋郵局
- 和歌山勞災醫院（日语：和歌山労災病院）

## 相鄰車站
南海電氣鐵道
 加太線
中松江（NK44-2）－八幡前（NK44-3）－西之庄（NK44-4）

## 注腳
1. ↑  ハンドブック南海2020 鉄道事業PDF（日語）
2. ↑  令和元年度和歌山県公共交通機関等資料集PDF（日語）

## 外部連結
- 八幡前 - 南海電氣鐵道（日語）